# 綾井桜子
綾井 桜子（あやい さくらこ、1972年 - ）は、日本の教育学者、思想史家。専門は西洋教育思想史、フランス教育史。慶應義塾大学文学部人文社会学科人間関係系教授。フランス教育学会理事。

## 人物・経歴
1990年学習院大学文学部フランス文学科卒業。1996年日本女子大学大学院人間社会研究科教育学専攻博士課程前期修了。2000年日本女子大学大学院人間社会研究科教育学専攻博士課程後期単位取得満期退学、日本学術振興会特別研究員。2002年日本女子大学人間社会学部教育学科助手、博士（教育学）。
2004年日本女子大学人間社会学部教育学科非常勤講師、青山学院女子短期大学専攻科児童教育専攻非常勤講師。2007年十文字学園女子大学人間生活学部児童幼児教育学科専任講師。2013年十文字学園女子大学人間生活学部児童教育学科准教授。2022年慶應義塾大学文学部人文社会学科人間関係系教授、フランス教育学会理事。専門は西洋教育思想史、フランス教育史。

## 著書
- 『教養の揺らぎとフランス近代 : 知の教育をめぐる思想』勁草書房 2017年